# Unité urbaine de Lavaur
L'unité urbaine de Lavaur est une unité urbaine française centrée sur la commune de Lavaur, dans le département du Tarn, en région Occitanie.

## Données générales
Dans le zonage réalisé par l'Insee en 2010, l'unité urbaine était composée de deux communes.
Dans le nouveau zonage réalisé en 2020, elle est composée des deux mêmes communes.
En 2022, avec 12 869 habitants, elle représente la 7e unité urbaine du département du Tarn et occupe le 44e rang dans la région Occitanie.
En 2021, sa densité de population s'élève à 185 hab/km2. Par sa superficie, elle représente 1,2 % du territoire départemental et, par sa population, elle regroupe 3,25 % de la population du département du Tarn.

## Composition 2020 de l'unité urbaine
Elle est composée des deux communes suivantes :
| Nom                     | Code Insee | Département | Statut       | Superficie (km2) | Population (dernière pop. légale) | Densité (hab./km2) | Modifier                                    |
| ----------------------- | ---------- | ----------- | ------------ | ---------------- | --------------------------------- | ------------------ | ------------------------------------------- |
| Lavaur (ville-centre)   | 81140      | Tarn        | ville-centre | 62,83            | 10 884 (2022)                     | 173                | modifier les données · modifier les données |
| Labastide-Saint-Georges | 81116      | Tarn        | banlieue     | 6,23             | 1 985 (2022)                      | 319                | modifier les données · modifier les données |

## Évolution démographique
| 1968  | 1975  | 1982  | 1990  | 1999  | 2010   | 2015   | 2021   |
| ----- | ----- | ----- | ----- | ----- | ------ | ------ | ------ |
| 8 192 | 8 769 | 8 977 | 9 211 | 9 772 | 11 900 | 12 623 | 12 798 |

#### Données générales
- Unité urbaine en France
- Aire d'attraction d'une ville
- Liste des unités urbaines de France

#### Données démographiques en rapport avec l'unité urbaine de Lavaur
- Aire d'attraction de Toulouse
- Arrondissement de Castres

#### Données démographiques en rapport avec le Tarn
- Démographie du Tarn